# Мохаммед Башир Маззуз
Мохаммед Башир Маззуз (род. 20 марта 1951) — алжирский дипломат. Чрезвычайный и полномочный Посол Алжира в Украине (с 2009 года) и Молдавии (с 2011 года).

## Биография
Родился 20 марта 1951 года на юге Алжира в городе Айн-Сефра. Окончил экономический факультет университета в Ницце (Франция).
В 1980-х годах работал главным директором Алжирского сельскохозяйственного банка, который подчинялся Министерству финансов Алжира. В период с 1980 по 1982 год был заместителем директора по торговле Министерства торговли Алжира. С 1982 по 1989 год был директором Credit Agricole, Министерство финансов Алжира. С 1989 по 1993 год занимал должность заместителя директора по персоналу Министерства иностранных дел Алжира. С 1993 по 1997 год был полномочным министром по экономическим вопросам при посольстве Алжира в Париже. С 1997 по 2001 год вновь был заместителем директора по персоналу в Министерстве иностранных дел. С 2001 по 2005 год был консулом Алжира в Ницце и Монако. С 2005 по 2008 год занимал должность заместителя директора по экономическим вопросам при Министерстве иностранных дел. С 2008 по 2009 год был директором по экономическим вопросам при Министерстве иностранных дел.
В 2009 году был назначен Чрезвычайным и Полномочным послом Алжира в Украине. С 2011 года параллельно занимал Чрезвычайного и Полномочного посла Алжира в Молдавии.